# Hummel (Sportbekleidung)

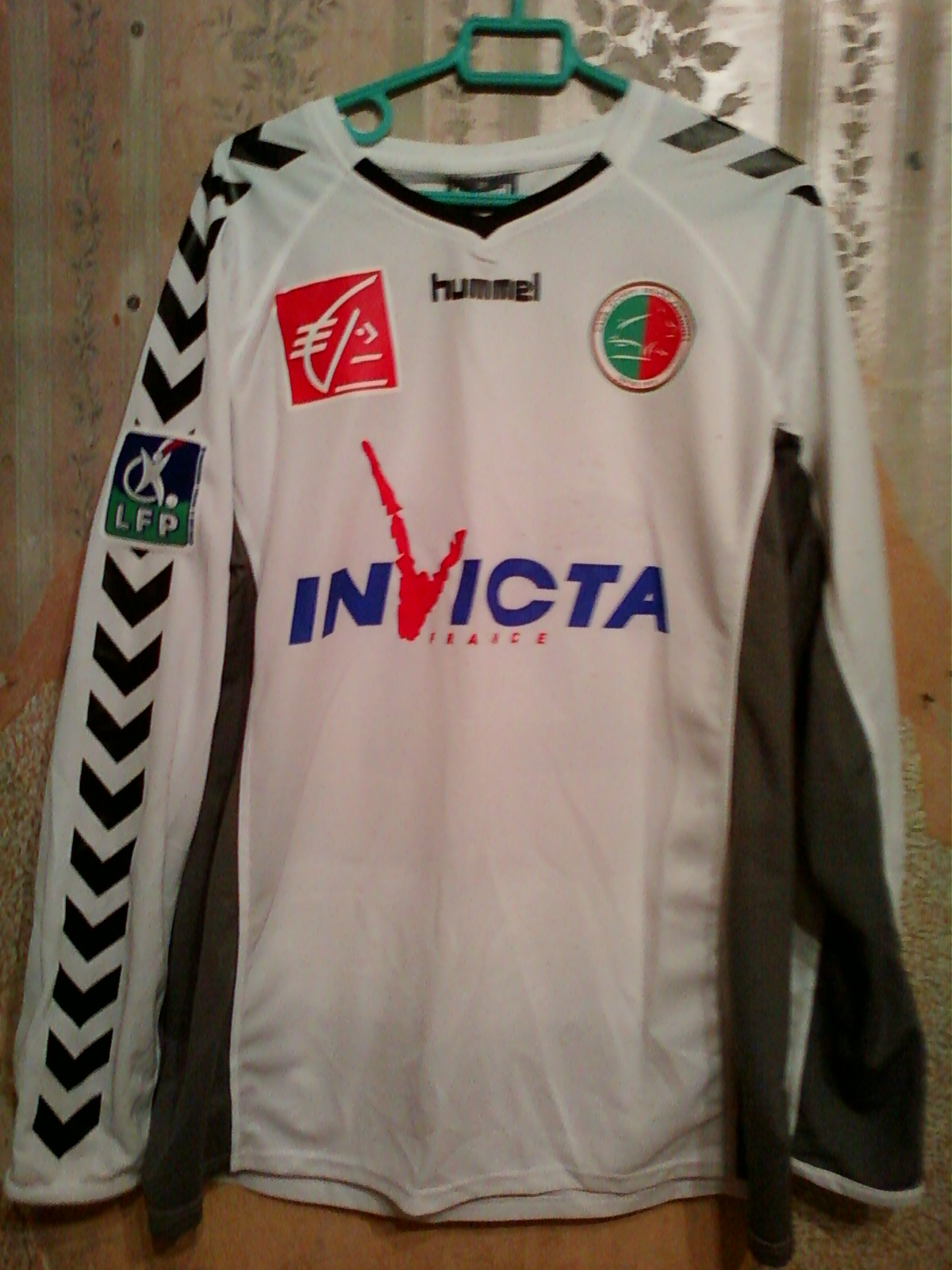
Fußball-Trikot des CS Sedan von Hummel für die Saison 2005/06

Hummel (Eigenschreibweise: hummel) ist ein dänischer Hersteller von Sportbekleidung und -schuhen mit Sitz in Aarhus.
Ursprünglich war das Unternehmen besonders im Marktsegment Fußball aktiv, heute konzentriert es sich auf die Sportart Handball. Seit 2005 ist Hummel auch im Bereich der sogenannten Sportfashion und Fashion aktiv: 2007 gewann Hummel den Ispo Sport Style Award für seine Winterkollektion. Markenzeichen sind hintereinander gedruckte Winkel.

## Geschichte
Das Unternehmen begann 1923 in Hamburg mit der Produktion von bestollten Fußballschuhen. Im Zweiten Weltkrieg wurde der Produktionsstandort fast völlig zerstört. 1956 übernahm Bernhard Weckenbrock die Marke Hummel und verlegte die Produktion nach Kevelaer am Niederrhein. Als ab den 1960er-Jahren Hallenhandball immer populärer wurde, traten viele Spieler mit Sportschuhen der kleinen Marke an. 1975 wurde die Gesellschaft von den bisherigen dänischen Importeuren übernommen und die Marke dänisch. In den 1980er und 1990er Jahren rüstete Hummel bekannte internationale Fußballmannschaften wie Benfica Lissabon, Real Madrid, Tottenham Hotspur, Feyenoord Rotterdam und Brøndby IF sowie den Dänischen Fußballverband mit Trikots aus.
1999 wurde Hummel von Christian Stadil, einem dänischen Geschäftsmann und CEO der Thornico Group, übernommen.
2016 wurde bekannt gegeben, dass Hummel ab den Olympischen Sommerspielen 2016 wieder die dänische Fußballnationalmannschaft ausrüsten wird.

## Sponsorenengagement
Auszug aus den Sponsorenengagements von Hummel:

### Basketball
- Saski Baskonia ( Spanien)

### Fußball
Eine Auswahl der gesponserten Fußballmannschaften:
Nationalmannschaften
- Afghanische Fußballnationalmannschaft (bis 2018)
- Dänische Fußballnationalmannschaft (seit 2016)
- Litauische Fußballnationalmannschaft
- Grönländische Fussballauswahl

Dänemark
- AB Gladsaxe
- AC Horsens
- AGF Aarhus
- Brøndby IF
- Brønshøj BK
- FC Fredericia
- SønderjyskE Fodbold
- Vejle BK

Deutschland
- FF USV Jena (Frauen-Bundesliga)
- 1. FC Köln (2. Fußball-Bundesliga; ab Saison 2022/23)
- 1. FC Magdeburg (2. Fußball-Bundesliga; ab Saison 2023/24)
- Werder Bremen (Fußball-Bundesliga; ab Saison 2023/24)
- SSV Jahn Regensburg (2. Fußball-Bundesliga; ab Saison 2023/24)
- SC Paderborn 07 (2. Fußball-Bundesliga; ab Saison 2025/26)

Weitere Länder
- AS Saint-Étienne ( Frankreich)[5]
- FC Valenciennes ( Frankreich)[6]
- Racing Club de France ( Frankreich)[7]
- Sandnes Ulf ( Norwegen)[8]
- Odds BK ( Norwegen)[9]
- CD Teneriffa ( Spanien)[10]
- UD Las Palmas ( Spanien)[11]
- Betis Sevilla ( Spanien)[12]
- Celta Vigo ( Spanien)[13]
- FC Málaga ( Spanien)[14]
- CD Eldense ( Spanien)[15]
- SD Eibar ( Spanien)[16]
- Antequera CF ( Spanien)[17]
- Clube Desportivo Nacional ( Portugal)[18]
- JEF United Ichihara Chiba ( Japan)[19]
- Westchester SC ( Vereinigte Staaten)[20]
- Portland Hearts of Pine ( Vereinigte Staaten)[21]
- AFC Sunderland ( Vereinigtes Königreich)[22]
- Coventry City ( Vereinigtes Königreich)[23]
- Wycombe Wanderers ( Vereinigtes Königreich)[24]
- York City ( Vereinigtes Königreich)[25]
- FC Kilmarnock ( Vereinigtes Königreich)[26]
- Samsunspor ( Türkei)[27]
- Sivasspor ( Türkei)[28]
- Sakaryaspor ( Türkei)[29]
- Kocaelispor ( Türkei)[30]
- Ankara Keçiörengücü ( Türkei)[31]
- Eskişehirspor ( Türkei)[32]
- GKS Katowice ( Polen)[33]
- Motor Lublin ( Polen)[34]

### Handball
| Handball-Bundesliga - THW Kiel - SC Magdeburg (Handball) - SG Flensburg-Handewitt - TVB 1898 Stuttgart | 2. Handball-Bundesliga - EHV Aue - Dessau-Roßlauer HV - TUSEM Essen - ASV Hamm 04/69 Handball - HSG Nordhorn-Lingen - VfL Lübeck-Schwartau - HG Saarlouis - Wilhelmshavener HV - GWD Minden |

| Andere Ligen - Aalborg Håndbold (Dänemark, Jack & Jones Ligaen/1. Liga) - BM Granollers (Spanien, Liga ASOBAL/1. Liga) - IFK Kristianstad (Schweden, Handbollsligan/1. Liga) - HBC Nantes (Frankreich, Starligue/1. Liga) - RK Zagreb (Kroatien, Premijer Liga/1. Liga) - RK Vardar Skopje (Nordmazedonien, Superleague/1. Liga) | Nationalmannschaften - Polnische Männer-Handballnationalmannschaft - Serbische Männer-Handballnationalmannschaft - Niederländische Frauen-Handballnationalmannschaft |

### Volleyball
- Allianz MTV Stuttgart
- Deutsche Volleyballnationalmannschaft der Frauen
- Deutsche Volleyballnationalmannschaft der Männer

### Sonstige
Hummel rüstete von 2011 bis 2014 das dänische Radsportteam Saxo Bank SunGard von Alberto Contador mit Freizeitkleidung aus.
Seit 2020 rüstet hummel das E-Sports Team Astralis aus. Seit 2023 ist hummel auch Ausrüster des E-Sports Teams Team Vitality.